# Marie Ahlers
Marie Ahlers (née le 4 avril 1898 à Siersleben et morte le 17 août 1968 à Berlin-Est) est une femme politique allemande, membre du Reichstag pour le Parti communiste d'Allemagne sous la République de Weimar et membre du Parti socialiste unifié d'Allemagne.

## Biographie
Marie Albrecht est née le 4 avril 1898 à Siersleben, une petite ville au nord-ouest de Halle. Son père est mineur. Elle fréquente l'école primaire puis travaille comme ouvrière agricole et couturière.  
En 1917, elle épouse Hermann Ahlers.  
En 1918, elle devient membre du Parti social-démocrate indépendant d'Allemagne (USPD) et l'année suivante elle adhère aux Jeunesse ouvrière socialiste (de). C'est aussi en 1919 qu'elle est exclue de l'Église catholique. En 1920, elle rejoint la Ligue des jeunes communistes d'Allemagne et le Parti communiste d'Allemagne (KPD), nouvellement créé.  
Elle est membre de la direction de l'Association des femmes et des filles rouges, dès sa fondation en 1925, comme section féminine de l'Union des Combattants du front rouge (Roter Frontkämpferbund),. 
De 1929 à 1933, elle est conseillère municipale à Eisleben et membre du secrétariat élargi des femmes du Comité central du KPD. 
En septembre 1930, Marie Ahlers est élue au Reichstag dans la circonscription de Mersebourg et siège jusqu'en mars 1933. Après l'arrivée au pouvoir d'Adolf Hitler, le Parti communiste est interdit et ses militants persécutés. À partir de ce moment là, elle travaille dans l'illégalité, ce qui lui vaut d'être accusée de haute trahison et de trahison d'État et la contraint à vivre dans la clandestinité pendant un certain temps,.
Après 1945, Marie Ahlers est une membre importante du parti communiste dans la zone d'occupation soviétique puis dans la République démocratique allemande. 
En 1945-1946, elle travaille à Berlin-Tegel dans l'administration du Parti communiste et dirige le comité des femmes antifascistes. En 1946, elle devient membre du Parti socialiste unifié (SED), qui résulte de la fusion controversée du Parti communiste d'Allemagne et du Parti social-démocrate d'Allemagne. 
Entre 1948 et 1953, elle est une membre de l'important Freier Deutscher Gewerkschaftsbund (Fédération des syndicats allemands libres, FDGB). Entre 1958 et 1963, elle fait partie de la Commission d'audit du Parti socialiste unifié. 
À partir de 1930, Marie Ahlers vit avec Gerhard Taubenheim (1891-1973), qu'elle épouse en 1945 et dont elle prend le nom.
Marie Taubenheim meurt le 17 août 1968 à l'âge de 70 ans. Son urne est inhumée dans le site funéraire Pergolenweg du Mémorial des socialistes au cimetière central de Berlin-Friedrichsfelde à Berlin.

## Distinctions
- 1958 : médaille des combattants contre le fascisme 1933 à 1945
- 1958 : ordre du Mérite patriotique en bronze et en argent en 1963
- 1960 : médaille Clara-Zetkin
- 1968 : Bannière du Travail